# Romacario di Coutances
Romacario, o Romfario (... – Coutances, 18 novembre VI secolo), fu vescovo di Coutances, venerato come santo dalla Chiesa cattolica.

## Biografia e culto
Con il nome di Rumpharius, questo vescovo è attestato negli antichi cataloghi episcopali di Coutances, come immediato successore di san Laudo. Storicamente è attestato in due occasioni: secondo Venanzio Fortunato partecipò alla consacrazione della cattedrale di Nantes in un'epoca precedente il 573; Gregorio di Tours riferisce che fu tra coloro che erano presenti ai funerali di Pretestato di Rouen nel 586.
Nel XV secolo fu redatta una vita, leggendaria e senza valore storico. Questa racconta che, dall'Inghilterra, sua patria, Romacario si trasferì in Francia; durante la traversata, fece naufragio, ma fu raccolto e salvato da san Laudo, che in seguito lo consacrò sacerdote e lo inviò come missionario.
Il Martirologio Romano lo ricorda il 18 novembre con queste parole: